# Династија Поатјеа
Династија Поатјеа или Ранулфиди је била француска династија која је постојала од око 830 године до 1324. године. Ова династија је владала округом Поату и војводством Аквитаније од 9. до 12. века и били су доминантна сила у југозападној Француској. Порекло родоначелника династије, Жерара од Оверње се не зна, али се мисли да су му је отац Теодорик де Вержи или да су му потомци Вилхелмиди или први Каролинзи.

## Грофови Оверње
- Жерар владао (839—841)
- Ебалус Копиле владао (927—934)
- Вилијам III Житоглави владао (950—963)
- Вилијам V Велики владао (989—1016)
- Елеонора владала (1137—1204)

## Војводе Аквитаније
- Ранулф I владао (852—866)
- Ранулф II владао (877—890) (краљ Аквитаније од 888.)
- Ебалус Копиле владао (890—893) и (927—935)
- Вилијам III Житоглави владао (935—око 940), (950—955) и (959—963) гроф Аквитаније
- Вилијам IV Поносна Рука владао (963—990)
- Ема владала (990—1004), регент
- Вилијам V Велики владао (990—1030)
- Вилијам VI Дебели владао (1030—1038)
- Одо владао (1038—1039)
- Вилијам VII Одважни владао (1039—1058)
- Вилијам VIII владао (1058—1086)
- Вилијам IX Трубадур владао (1086—1126)
- Вилијам X Свети владао (1126—1137)
- Елеонора владала (1137—1204)

## Грофови Поатјеа
- Ранулф I владао (852—866)
- Ранулф II владао (866—890)
- Ранулф III владао (890) (први пут)
- Ебалус Копиле владао (890—892) (902—935) (први пут)
- Ранулф III владао (892—901) (други пут)
- Ебалус Копиле владао (902—935) (други пут)
- Вилијам I Житоглави владао (935—963)
- Вилијам II Поносна рука владао (963—990)
- Ема владала (990—1004), регенткиња
- Вилијам III Велики владао (969—1030)
- Вилијам IV Дебели владао (1030—1038)
- Одо владао (1038—1039)
- Вилијам V Одважни владао (1039—1058)
- Вилијам VI владао (1058—1086)
- Вилијам VII Трубадур владао (1086—1126)
- Вилијам VIII Свети владао (1126—1137)
- Елеонора владао (1137—1204)

## Војводе Гаскоње
- Одо владао (1036—1039) (регент 1032-1036)
- Вилијам VIII владао (1052—1086) (до 1060. само анжујски намесник у тој области)
- Вилијам IX Трубадур владао (1086—1126)
- Вилијам X Свети владао (1126—1137)
- Елеонора владала (1137—1204)

## Грофови Тулуза
- Ранулф I владао (852—866)
- Ранулф II владао (877—890) (краљ Аквитаније од 888.)
- Ебалус Копиле владао (890—893) и (927—935)
- Вилијам IX Трубадур владао (узурпатор 1098—1101), (прави владар 1109-1117)
- Принц Вилијам владао (1117—1120)

## Кнежеви Антиохије
- Ремон владао (1136—1149) (браком дошао на власт)
- Боемунд III Муцавац владао (1163—1201)
- Ремон IV владао (1193—1194), регент
- Боемунд IV Једнооки владао (1201—1205) и (1208—1216)
- Ремон-Рупен владао (1216—1219)
- Боемунд IV Једнооки владао (1219—1233)
- Боемунд V владао (1233—1252)
- Боемунд VI Лепи владао (1251—1268)

### Титуларни кнежеви Антиохије
- Боемунд VI Лепи владао (1268—1275)
- Боемунд VII владао (1275—1287)
- Луција владала (1287—1299)
- Маргарита владала (1300—1308)
- Хенри II владао (1308—1324)
- Хуго владао (1324—1359)
- Пјер I владао (1359—1364)
- Жан владао (1364—1375)
- Пјер II владао (1375—1382)
- Жак I владао (1382—1398)
- Јанус владао (1398—1432)
- Жан II владао (1432)

## Краљеви Кипра и Јерусалима
- Хуго III владао (1267—1284) ((1267-1268) само краљ Кипра)
- Јован II владао (1284—1285)
- Хенри II владао (1285—1324)
- Амалрик II владао (1306—1310), регент
- Хуго владао (1324—1359)
- Пјер I владао (1359—1369)
- Пјер II владао (1369—1382)
- Жак I владао (1382—1398)
- Јанус владао (1398—1432)
- Жан II владао (1432—1458)
- Шарлота I владала (1458—1485) (од 1464. године титуларна краљица)
- Жак II владао (1464—1473)
- Жак III владао (1473—1474)

## Родослов

### Легитимна линија
- Жерар (†841), војвода Оверње. Био ожењен Бертом, кћерком цара Светог римског царства, Луја Побожног. Касније се оженио кћерком Пипина I Аквитанског, са којом није имао деце.
  - Жерар II (†879), гроф Лиможа
  - Непозната кћерка удата за Фулка од Лиможа
  - Ранулф I (око 820—866), војвода Аквитаније и гроф Потјеа и Тулуза. Ожењен Билишилдом од Мена, кћерком грофа Роргона I
    - Гозберт (†892)
    - Ебалус (†892), опат у опатији Сен-Дени
    - Ранулф II (око 850—890), војвода Аквитаније и гроф Потјеа и Тулуза. Био ожењен Ирменгардом.
      - Ранулф III (око 880-901), гроф Поатјеа

### Нелегитимна линија
- Ебалус Копиле (око 870—935), гроф Оверње, Поатјеа, Тулуза и војвода Аквитаније. Био незаконити син Ранулфа II и Јеврејке. Ожењен Арембургом, са којом није имао деце. Касније ожењен Аделом.
  - Ебалус (†977), опат Сен-Мексана, Сен-Илера, Сен-Мишел-ен-Лерма и бискуп Лиможа
  - Вилијам III Житоглави (915—963), гроф Поатјеа, Оверње и војвода Аквитаније. Био ожењен Аделом.
    - Аделаида (945/952-1004), удата за француског краља Ига Капета
    - Вилијам IV Поносна рука (937—994), гроф Поатјеа и војвода Аквитаније. Био ожењен Емом од Блоа.
      - Ебалус (после 969-после 997)
      - Вилијам V Велики (969-1030), гроф Поатјеа, Оверње и војвода Аквитаније. Био ожењен са Агнес де Лимож, Санчом од Гаскоње и Агнес од Бугундије.
        - Вилијам VI Дебели (1004—1038), гроф Поатјеа, Оверње и војвода Аквитаније. Син од Агнес де Лимож. Био ожењен Еустахијом де Монтреј.
        - Одо (1010—1039), гроф Поатјеа, војвода Гаскоње и Аквитаније. Син Санче од Гаскоње.
        - Теобалд (после 1010-пре 1018). Син Санче од Гаскоње.
        - Адела. Кћерка Санче од Гаскоње. Била удата за Гираута I Арамањака.
        - Вилијам VII Одважни (1023—1058). Војвода Аквитаније и гроф Поатјеа. Син од Агнес од Бургундије. Био ожењен Ермесиндом.
          - Клементија (1060—1142). Била удата за Конрада I Луксембуршког.
          - Агнес (1052—1089). Била удата за Петра I Савојског.

        - Агнес (1025—1077). Била удата за Хајнриха III Црног, цара Светог римског царства.
        - Вилијам VIII (1025—1058). Војвода Аквитаније, Гаскоње и гроф Поатјеа. Син од Агнес од Бургундије. Био ожењен Гарсендом од Перигорда, Матоедом и Хилдегардом од Бургундије.
          - Агнес (1052—1078). Кћерка Матоеде. Била удата за Алфонса VI од Леона и Кастиље.
          - Агнес (†1097). Кћерка Хилдегарде од Бургундије. Била удата за Педро I од Арагона, краља Наваре.
          - Вилијам IX Трубадур (1071—1126). Војвода Аквитаније, Гаскоње, гроф Поатјеа и Тулуза. Син Хилдегарде од Бургундије. Био ожењен Ирменгардом Анжујском, са којом није имао деце, а касније Филипом Тулуском.
            - Вилијам X Свети (1099—1137). Војвода Аквитаније, Гаскоње, гроф Поатјеа и Тулуза. Био ожењен Енором де Шатерло.
              - Елеонора (1122/4—1204). Краљица Анжујског царства. Била удата за француског краља Луја VII Младог, а касније за енглеског краља Хенрија II Плантагенета.
              - Петронила (1125—1193). Била удата за Раула I де Вермандоа.
              - Вилијам Аигрет (1126—1130)

            - Филип († око 1130). Гроф Перигорда. Био ожењен са Ели IV од Перигорда.
            - непозната кћерка
            - непозната кћерка
            - непозната кћерка
            - непозната кћерка
            - Агнес († око 1159). Била удата за Емерика VI од Туара и за Рамира II од Арагона.[тражи се извор]

#### Династија у Светој земљи
- Анри († после 1132). Бискуп Соасона. Син Вилијама IX Трубадура и његове љубавнице Данжеросе де Шатерло.
- Аделаида, кћерка Вилијама IX Трубадура и његове љубавнице Данжеросе де Шатерло. Била удата за Гијома де Феа.
- Сибила († око 1134). Монахиња опатије Сент. Кћерка Вилијама IX Трубадура и његове љубавнице Данжеросе де Шатерло.
- Ремон (1115—1149). Кнез Антиохије. Син Вилијама IX Трубадура и његове љубавнице Данжеросе де Шатерло. Био ожењен Констанцом од Антиохије.
  - Марија (1145—1172). Византијска царица. Удата за Манојла I Комнина.
  - Филипа (1148—1178). Господарица Торона. Удата за Хамфрија II од Торона.
  - Балдвин († 1179)
  - Ремон († пре 1181)
  - Боемунд III Муцавац (1144—1201). Кнез Антиохије. Био ожењен Оргуелисом, Теодором Комнином, Сибилом и Изабелом.
    - Констанца (умрла млада). Кћерка Теодоре Комнине.
    - Мануел (1176—1211). Кћерка Теодоре Комнине.
    - Аликс († 1233). Сибилина кћерка. Била удата за Гија I од Библоса.
    - Вилијам (помиње се 1194). Сибилин син.
    - Боемунд де Боутрон († 1244). Изабелин син. Био ожењен господарицом Боутрона.
      - Жан де Боутрон († 1244)
      - Вилијам де Боутрон, господар Боутрона (помиње се 1262). Маршал од Јерусалима и господар Боутрона. Био ожењен са Агнес де Сидон.
        - Жан де Боутрон († 1277). Господар Боутрона. Био ожењен Луцијом од Библоса.

      - Жак де Боутрон, био ожењен са Кларенс Хазарт.
        - Ростиан де Боутрон († 1282). Господар Боутрона.
        - Вилијам де Боутрон
        - Аликс де Боутрон († после 1282). Била удата за Вилијама де Фарабела.

      - Изабела де Боутрон, била удата за Меилоура де Равендела.

    - Боемунд IV Једнооки (1172—1233). Кнез Антиохије и гроф Триполија. Оргуелисин син. Био ожењен Плајсанцом Ембарко де Гиблет и Мелисендом де Лизињан
      - Боемунд V (1199—1252). Кнез Антиохије и гроф Триполија. Плајсанцин син. Био ожењен Алисом од Кипра, са којом није имао деце, а касније Лујзијаном ди Сегни.
        - Плајсанца (око 1235-1261). Била удата за Хенрија I од Кипра.
        - Боемунд VI Лепи (1237—1275). Кнез Антиохије и гроф Триполија. Био ожењен Сибилом од Јерменије.
          - Боемунд VII Лепи (умро 1287). Кнез Антиохије и гроф Триполија. Био ожењен Маргаретом Боумонт.
          - Изабела од Поатјеа.
          - Луција, грофица од Триполија (умрла 1292).
          - Марија од Поатјеа (умрла 1280). Била је супруга Николе де Сент-Омер.

      - Ремон (1195—1213). Плајсанцин син.
      - Филипе († 1226). Плајсанцин син. Био ожењен Изабелом од Јерменије.
      - Оргуелиса (умрла млада). Плајсанцина кћерка.
      - Марија († око 1270). Плајсанцина кћерка. Била удата за Тороса од Јерменије, а касније за Хетума I од Јерменије.
      - Хенрик (пре 1217-1275). Плајсанцин син. Био ожењен Изабелом де Лизињан.
      - Изабела (умрла млада). Мелисендина кћерка.
      - Марија († 1307). Мелисендина кћерка.
      - Хелвис (умро млад). Мелисендин син.

    - Рајмунд IV († 1199). Гроф Триполија. Оргуелисин син. Био ожењен Алисом од Јерменије.
      - Ремон-Рупан (1199—око 1220). Гроф Триполија и кнез Антиохије. Био ожењен са Хелвис де Лизињан.
        - Марија (1215—1257). Господарица Торона. Била удата за Филипа од Монфорта.

#### = Друга лизињанска династија
- Маргарита (1244—1308). Хенрикова кћерка. Била удата за Жана де Монфорта.
- Хуго Јерусалимски (1235—1284). Краљ Јерусалима и Кипра. Хенриков син. Био је ожењен Изабелом Ибелин.
  - Јован II Јерусалимски (око 1266—1285). Краљ Јерусалима и Кипра.
  - Боемунд (умрли 1283).
  - Хенри II Јерусалимски (1270-1324). Краљ Јерусалима и Кипра. Био је ожењен Констанцом Сицилијанском.
  - Амалрик II Тирски (око 1270/1272-1310). Господар Тира. Био је ожењен Изабелом, принцезом Јерменског краљевства Киликије.
  - Марија де Лизињан (1273-1310). Била је удата за арагонског краља Ђаумеа Праведног.
  - Ги (син Хуга III од Кипра) (умро 1302/1303). Констабл Кипра. Био је ожењен Јешивом Ибелин.
  - Амалрик (око 1275—1316).
  - Маргарита (умрла 1296). Бола је удата за Тороса III Јерменског краљевства Киликије.
  - Алиса (умрла после 1324). Била удата за Балијана Ибелина.
  - Елвис (умро после 1324).

1. ↑  House of Poitiers